# 藤田二郎
藤田 二郎（ふじた じろう、1971年2月16日 - ）は、日本のグラフィックデザイナー。
CDジャケットデザインをしている。
このほか、ロゴマーク、アパレルブランドとのコラボレート、広告、アートディレクションなどを行っている。